# Ozenay
Ozenay település Franciaországban, Saône-et-Loire megyében. Lakosainak száma 231 fő (2022. január 1.). Ozenay Mancey, Chardonnay, Grevilly, Martailly-lès-Brancion, Plottes, Royer és Tournus községekkel határos.

## Népesség
A település népességének változása:
| Lakosok száma | 235  | 231  | 227  | 219  | 217  | 216  | 218  | 224  | 231  |
|               | 2013 | 2015 | 2016 | 2017 | 2018 | 2019 | 2020 | 2021 | 2022 |